# Haytham Kenway
Haytham Kenway (Londres, Reino de Gran Bretaña; 4 de diciembre de 1725 — Nueva York, América colonial; 16 de septiembre de 1781) es un personaje ficticio de la saga de videojuegos Assassin's Creed. Es protagonista y antagonista del videojuego Assassin's Creed III, haciendo también una aparición en el juego Assassin's Creed: Rogue.
Haytham Kenway es identificado como el Gran Maestre de la Orden de los Templarios en la América colonial, cuya misión es encontrar un artefacto que perteneció a la llamada «Primera Civilización». Posteriormente, asumió la tarea de crear una base y organizar a los Templarios en las colonias británicas en América.
La voz del personaje pertenece a Adrian Hough en su versión inglesa y a Jorge García Insúa en su versión española

## Biografía

### Primeros años
Haytham Kenway nace en Londres, siendo el hijo de Edward Kenway y Tessa Stephenson-Oakley. Edward había sido un célebre corsario y pirata, además de miembro de los Asesinos, siendo el personaje protagonista del juego Assassin's Creed IV: Black Flag. Desde niño, Haytham fue adiestrado y educado por su padre. Fue por entonces cuando conoció a Reginald Birch, un Templario y conocido de Edward.
Una noche, un grupo de mercenarios asaltó la casa de los Kenway. Su padre fue asesinado y su hermana mayor Jennifer fue secuestrada; Haytham mató a uno de los mercenarios, siendo la primera vez que mataba a un hombre. Su madre quedó traumatizada tras el incidente, y Haytham insistió en quedarse para cuidarla. Sin embargo, Reginald Birch le convenció de abandonar Londres.
Gracias a Reginald Birch, Haytham conocerá a Edward Braddock, un Templario que se convertirá en compañero de armas de Haytham.
Con el estallido de la Guerra de Sucesión Austriaca, Haytham y Reginald se establecen en Francia, donde este empieza a instruir a Haytham dentro de la Orden del Temple. Haytham encontró consuelo y respuestas dentro de los ideales de la Orden, creyendo que la filosofía de su padre sobre los Asesinos era errónea e incrédula. Haytham fue admitido en la Orden en 1744, y tras asesinar a un conocido comerciante de Liverpool y a un príncipe austriaco, se ganó fama de hombre implacable y letal.

### La venganza de Haytham
En 1747, mediante un traidor a la Orden de origen español, Haytham descubre que su madre ha muerto. Regresa a Londres donde empieza a sospechar de Jack Digweed, el ayudante de cámara de su padre, creyendo que éste pudo ser el traidor que ayudara a los mercenarios durante el ataque. Preocupado porque Haytham estuviese demasiado obsesionado con vengar a su padre, Birch le dice que Braddock dirigirá la investigación.
Investigando a Betty, una criada de los Kenway que mantuvo un idilio con Digweed, Haytham y Birch llegan a un pueblo de Alemania. Tras interrogar a un tendero, averiguan el paradero de Digweed, pero éste estaba siendo torturado por un hombre llamado Tom Smith. Haytham descubre que el ataque sobre su familia se produjo porque Edward ocultaba algo en su poder. Después, Birch le revela que Digweed ha muerto. Sin embargo, en el cuerpo de Tom Smith, Haytham encuentra una carta sellada a nombre de Edward Braddock, el cual se hallaba combatiendo en Flandes.
De camino a los Países Bajos, Haytham se reencuentra con Tom Smith; ambos combaten, hasta que son detenidos por hombres de Edward Braddock. Ambos son condenados a la horca, aunque Haytham consigue zafarse. Tras despertar días después, Haytham se reúne con Braddock. Éste se burla de la obsesión de Birch con la Primera Civilización y Haytham le recrimina los brutales métodos que emplea con sus hombres; Haytham comienza a creer que Braddock se está alejando de la Orden del Temple.
Haytham y Braddock hacen un trato, por el cual el primero le ayudará en el sitio sobre Bergen op Zoom si Braddock le ayuda a investigar sobre Tom Smith. Tras la derrota de los ingleses en Bergen op Zoom, Haytham pudo comprobar de primera mano la crueldad y las atrocidades que Braddock hizo sobre la población. En 1751 regresaba a Inglaterra.
Alrededor de esta fecha, Haytham era ascendido al rango de Maestro dentro de la Orden.

### Assassin's Creed III
El juego se divide en unas primeras secuencias donde el jugador adopta el papel de Haytham, y las restantes donde adopta el de Connor Kenway, su hijo.
Haytham se infiltra en la ópera, durante una representación de La ópera del mendigo. Birch afirma que ahí podrían encontrar algo que resultaría muy provechoso para la Orden; Haytham elimina a uno de los asistentes, un Asesino llamado Miko y le arrebata un extraño amuleto. Haytham y Birch se reúnen con otros Templarios, y Birch le pide que se dirija a Norteamérica en uno de sus barcos, el Providence, donde debería contactar con varios sujetos afines a la Orden que le ayudarían en su misión.
Haytham llega a Boston donde contacta con Charles Lee, el cual lo introduce en la ciudad y lo guía con los contactos Templarios: William Johnson, John Pitcairn, Benjamin Church y Thomas Hickey. Haytham trata de establecer una alianza con los mohawk, quienes cree él que poseen la entrada a uno de los artefactos que pertenecieron a la Primera Civilización. Haytham conoce a Kaniehtí:io, una india mohawk con quien colabora para eliminar a Edward Braddock. Braddock estaba combatiendo con los ingleses durante la Guerra de los Siete Años y estaba llevando a cabo ataques contra los pueblos mohawk. Haytham, con ayuda de sus camaradas Templarios, elimina a Braddock. Para devolverle el favor, Kaniehtí:io lo guía hasta la entrada del artefacto; Haytham intenta usar el amuleto para abrir la entrada, pero es incapaz.
20 años después, Haytham estableció una importante red de influencia Templaria en las colonias. La Orden de los Asesinos había sido diezmada hasta el punto de ser prácticamente insignificante. Gracias a esta influencia, Haytham estableció una red de poder lo suficientemente grande como para introducir a sus miembros en los distintos bandos al estallar la Guerra de Independencia Estadounidense.
A raíz de sus encuentros, Haytham mantuvo un romance con Kaniehtí:io, del cual nació Ratonhnhaké:ton. Sin embargo, Kaniehtí:io no estaba de acuerdo con los ideales Templarios de Haytham, de modo que ambos dejaron de verse y Kaniehtí:io crio a Ratonhnhaké:ton entre los suyos, sin que llegara a conocer a su padre.
Connor (nombre que adopta Ratonhnhaké:ton), se instruye bajo la tutela del Maestro Asesino Achilles y comienza a eliminar a los Templarios; William Johnson es asesinado cuando trataba de hacerse con territorios de los mohawk; John Pitcairn cuando trataba de parlamentar con los patriotas y William Hickey cuando trataba de asesinar a George Washington. Haytham contacta con Connor y trata de mostrarle los errores de sus ideales; sin embargo, Connor mantiene su odio a Charles Lee (hombre que cree que incendió su aldea y provocó la muerte de su madre) y su lucha contra los Templarios, afirmando que los patriotas pretenden conseguir la libertad para su pueblo. Haytham le revela que fue Washington quien ordenó la masacre de su aldea y no Lee, pero esto no cambia el ideal de Connor.
Connor acude a matar a Charles Lee, pero Haytham se interpone en su camino para protegerlo; afirma que Charles Lee es el único capaz de hacerse con el control del ejército colonial y ponerlo al servicio de la Orden del Temple. Padre e hijo luchan en una batalla por sus principios; Haytham derriba a Connor, justo cuando Connor clava su hoja oculta en el cuello de Haytham. Con sus últimas palabras, Haytham afirma no arrepentirse de su papel como padre, y en cierto modo está orgulloso de él por demostrar nobleza y audacia, pero reconoce que debió haberlo matado cuando tuvo la ocasión.

### Assassin's Creed: Rogue
Este juego nos revela lo que aconteció al personaje de Haytham Kenway durante los sucesos entre su llegada a las colonias americanas y los sucesos que protagonizó Connor en Assassin's Creed III.
Haytham contacta en Nueva York con Shay Cormac, un desertor de la Orden de los Asesinos que se convierte en Templario al oponerse a los planes de Achilles Davenport. Junto a Shay, Haytham inicia una caza de los Asesinos de Achilles para evitar que localicen un antiguo templo de la Primera Civilización. Juntos frustraron el plan de Achilles de conseguir el artefacto antiguo y diezmaron a los Asesinos, razón por la cual en Assassin's Creed III la Orden de los Asesinos no tenía presencia activa.

### Assassin's Creed IV: Black Flag
Haytham Kenway aparece brevemente en una escena al final del juego. Su aparición se da en un epílogo ambientado en Londres en 1725, donde es mostrado como un bebé recién nacido en brazos de su madre, Tessa Kenway. Su padre, Edward Kenway (protagonista del juego), lo sostiene y lo mira con orgullo, además, posteriormente a los créditos se nos muestra una escena donde Edward está en el teatro con su hija Jennifer Scott (Quien mantuvo el apellido de su madre, pues creció con ella). Luego de que se nos presenta una escena donde nos explican por qué su hija no lleva el apellido Kenway, Edward presenta a un Haytham que tiene entre 6 y 8 años de edad mencionando que "él sí es un verdadero Kenway".